# Paul Wilhelm (Politiker)

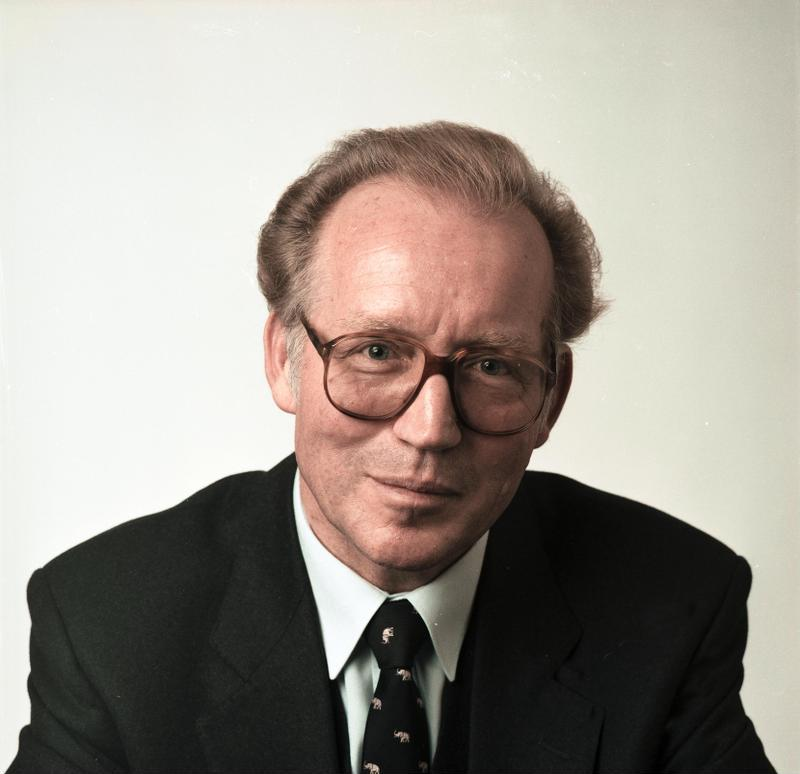
Paul Wilhelm, 1990

Paul Wilhelm (* 25. November 1935 in München; † 25. November 2008) war ein deutscher Jurist und Politiker (CSU). Er war Abgeordneter des Bayerischen Landtags und bayerischer Staatssekretär.

## Leben
Nach dem Abitur am Wilhelmsgymnasium München studierte Wilhelm ab 1954 Rechtswissenschaften. 1964 wurde er bei Theodor Maunz an der Universität München mit einer Arbeit zum Thema Der Bayerische Senat nach der Verfassung von 1946 zum Dr. jur. promoviert. Parallel zu seinem Studium trat er 1955 als Anwärter in das damalige Landesamt für Kurzschrift ein, um sich zum Parlamentsstenografen ausbilden zu lassen. Bis 1970 war er in diesem Beruf tätig.
Von 1970 bis 2003 saß er als Mitglied der CSU für den Wahlkreis München-Südwest im Bayerischen Landtag. Als Staatssekretär der bayerischen Landesregierung wirkte er im Bereich für Bundesangelegenheiten und Europafragen von 1990 bis 1993. Den Ausschuss für Hochschule, Forschung und Kultur leitete er als Vorsitzender von 1994 bis 2003.
Im Jahre 2003 erhielt er die Ohm-Medaille von der Georg-Simon-Ohm-Fachhochschule Nürnberg. Im Jahre 2002 wurde er zum Ehrensenator der  Technischen Universität München und 2004 der Friedrich-Alexander-Universität Erlangen-Nürnberg ernannt. Der bayerische Finanzminister Kurt Faltlhauser verlieh ihm im Jahre 2004 die Ludwig-I.-Medaille, da er Verdienste um die bayerischen Seen, Gärten und Schlösser erworben hatte.
Er starb am 25. November 2008 an seinem 73. Geburtstag nach schwerer Krankheit.
Sein Sohn Ulrich war Intendant des Bayerischen Rundfunks.